# WHATWG

WHATWG 로고

웹 하이퍼텍스트 애플리케이션 테크놀로지 워킹 그룹(영어: Web Hypertext Application Technology Working Group 웹 하이퍼텍스트 애플리케이션 테크놀로지 워킹 그룹[*], WHATWG)은 HTML 및 관련 기술을 발전시키는 데 관심이 있는 사람들의 모임이다. 2004년 애플, 모질라 재단, 오페라 소프트웨어의 개인들이 설립하였다. 그 후, 당시 WHATWG 규격의 편집장이었던 이안 힉슨(Ian Hickson)이 오페라 소프트웨어에서 구글로 이직함에 따라 구글도 WHATWG의 일원이 됐다.
WHATWG는 멤버스(Members)로 불리는 초대 전용의 조그마한 감시 위원회를 가지고 있으며 이 위원회는 규격을 맡은 편집장을 탄핵할 권한을 가지고 있다. 누구든지 WHATWG 메일링 리스트에 참가하여 기여자로 참여할 수 있다.

## 규격
- 이전에 HTML5로 알려진 HTML[3] (이전 이름은 웹 애플리케이션 1.0)
- 웹 워커[4]
- 마이크로데이터 어휘[5]
- 웹 폼 2.0[6]
- 웹 애플리케이션 1.0[7]

이 뿐 아니라 매우 초기의 초안인 웹 컨트롤 1.0(Web Controls 1.0)이 존재하지만 활발히 개발되지는 않고 있다.

## 같이 보기
- Ecma 인터내셔널
- 문서 객체 모델

## 참조
1. ↑  “FAQ – What is the WHATWG?”. WHATWG. 2010년 2월 12일. 2010년 2월 24일에 확인함.
2. ↑  “FAQ – How does the WHATWG work?”. WHATWG. 2012년 11월 22일. 2013년 1월 1일에 확인함.
3. ↑  Hickson, Ian (2010년 2월 23일). “HTML5 (including next generation additions still in development)”. WHATWG. 2010년 2월 24일에 확인함.
4. ↑  Hickson, Ian (2010년 2월 23일). “Web Workers”. WHATWG. 2010년 7월 22일에 원본 문서에서 보존된 문서. 2010년 2월 24일에 확인함.
5. ↑  Hickson, Ian (2009년 1월 5일). “HTML5 (including next generation additions still in development)#5.4 Microdata vocabularies”. WHATWG. 2011년 1월 21일에 확인함.
6. ↑  Hickson, Ian (2009년 1월 5일). “Web Forms 2.0”. WHATWG. 2010년 2월 24일에 확인함.
7. ↑  Hickson, Ian (2010년 2월 23일). “Web Applications 1.0”. WHATWG. 2010년 2월 24일에 확인함.
8. ↑  Hickson, Ian (2004년 11월 8일). “Web Controls 1.0”. WHATWG. 2010년 2월 24일에 확인함.